# LP 944-20

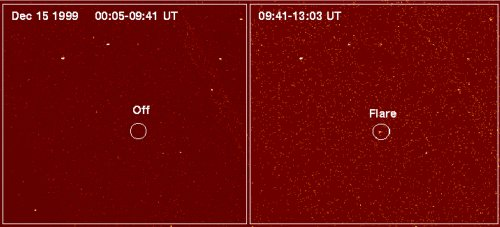
LP 944-20.

LP 944-20 é uma anã marrom da classe espectral M9 que está localizada a cerca de 21 anos-luz do Sistema Solar, na constelação de Fornax. Com uma magnitude aparente de 18, tem uma das mais escuras magnitudes visuais listados no RECONS página. Ela foi descoberta em 15 de dezembro de 1999.